# Codfish Island / Whenua Hou
Codfish Island / Whenua Hou ist eine Insel nordwestlich von Stewart Island und befindet sich südlich der Südinsel von Neuseeland.

## Namensherkunft
Der englische Name der Insel wurde in der Zeit von Europäern vergeben, die auf der Insel lebten und leitet sich von der Sandbarsch-Art Parapercis colias ab, die von ihnen als Blue cod bezeichnet wurden. Die Māori hingegen nannten die Insel Whenua Hou, was soviel bedeutet wie „neues Land“.

## Geographie
Die Insel liegt rund 3 km westlich des nordwestlichen Teils von Stewart Island und verfügt über eine Größe von 13,96 km². Sie besitzt eine Längenausdehnung von rund 5,7 km in Nordwest-Südost-Richtung und eine maximale Breite von rund 4,9 km in Südwest-Nordost-Richtung. Die höchste Erhebung der Insel ist mit 250 m nahe der südlichen Küste zu finden.
Die Insel ist mit Ausnahme der nördlichen, westlichen und südlichen Küstenstreifen bewaldet.
Rund 350 m nordwestlich der Insel liegen die beiden Felseninseln, die The Knobbies genannt werden und rund 14 km nordöstlich befindet sich die Inselgruppe der Rugged Islands.

## Geschichte
Die frühste Besiedelung der Insel fand im späten dreizehnten Jahrhundert durch Māori statt. In den Jahren 1808 und 1809 kamen dann Robbenjäger europäischer Abstammung auf die Insel und bildeten dort in den Jahren zwischen 1825 und 1826 die erste zwischen Europäern und Māori gemischte Gemeinde in Neuseeland.

## Naturschutz
Codfish Island / Whenua Hou ist ein Vogelschutzgebiet. Im Jahr 1998 wurde die Insel von eingeschleppten pazifischen Ratten befreit, damit das Eiland wieder ein sicheres Refugium für die endemische Tier- und Pflanzenwelt sein konnte. Das Schutzprojekt diente u. a. auch dem Schutz des Kakapo, eines vom Aussterben bedrohten, flugunfähigen Vogels aus der Familie der Eigentlichen Papageien (Psittacidae), dessen Bestand im letzten Jahrhundert stark zurückgegangen war. Vor der Aktion wurden bis auf ein Exemplar alle Kakapo eingefangen und für einen sicheren Zeitraum während der Ausrottungsaktion der Ratten gehegt und gepflegt. Im Jahr 2000 konnten die Vögel dann wieder auf der Insel ausgesetzt werden.

## Vögel der Insel

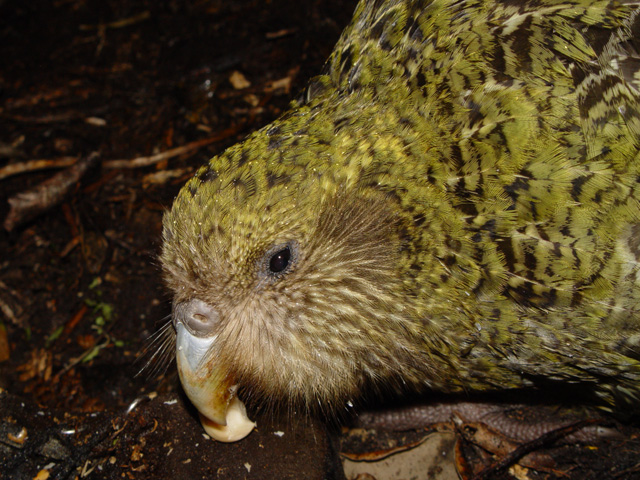
Kakapo (1–3)
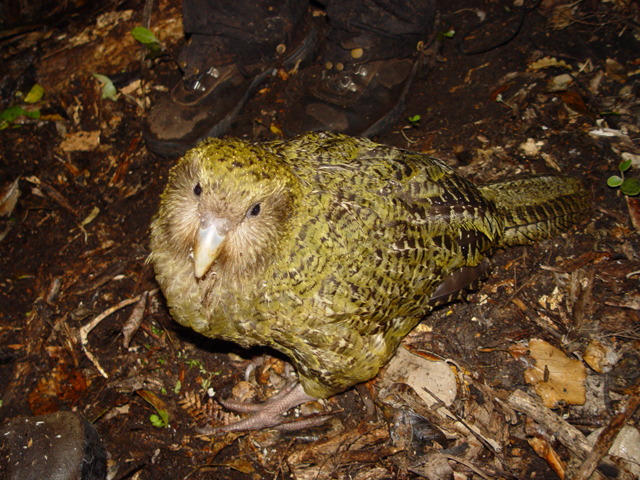
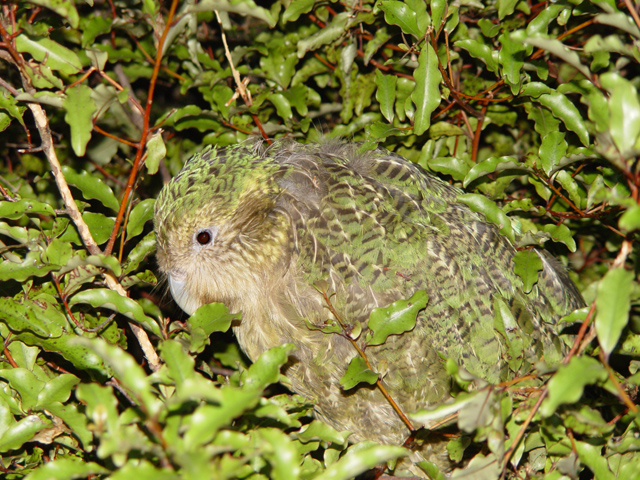
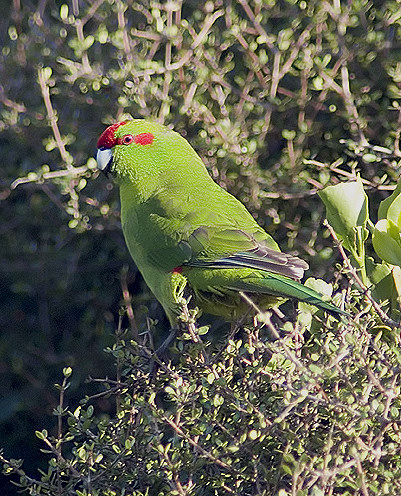
Kākāriki

## Film
- Scott Mouat: The Unnatural History of the Kakapo. (Video: 1:17:36) Elwin Production, 2009, abgerufen am 24. September 2015 (englisch, Youtube: Naturfilm über das Leben des Kakapo auf Codfish Island).